# Liriomyza aterrima
Liriomyza aterrima är en tvåvingeart som beskrevs av Pakalniskis 1998. Liriomyza aterrima ingår i släktet Liriomyza och familjen minerarflugor. Inga underarter finns listade i Catalogue of Life.